# 9th & Walnut
9th & Walnut è l'ottavo album in studio del gruppo punk rock americano The Descendents, pubblicato il 23 luglio 2021 dalla Epitaph Records. L'album è composto da canzoni scritte dalla band tra il 1977 e il 1980, insieme a una cover di Glad All Over di Dave Clark Five.
Le sessioni iniziali si sono svolte nel 2002 presso The Blasting Room a Fort Collins, in Colorado, e hanno visto la partecipazione del batterista Bill Stevenson con l'ex chitarrista Frank Navetta e il bassista Tony Lombardo. Le sessioni sono rimaste inattive fino al blocco causato dal COVID-19 nel 2020, quando il cantante Milo Aukerman ha registrato la voce nella sua casa nel Delaware.

## Tracce
1. Sailor's Choice" – 1:14
2. Crepe Suzette – 1:05
3. You Make Me Sick – 0:56
4. Lullaby – 1:01
5. Nightage – 2:22
6. Baby Doncha Know – 0:56
7. Tired of Being Tired – 1:16
8. I'm Shaky – 1:48
9. Grudge – 1:28
10. Mohicans – 1:41
11. Like the Way I Know – 0:57
12. It's a Hectic World – 1:37
13. To Remember – 1:45
14. Yore Disgusting – 0:52
15. It's My Hair – 1:14
16. I Need Some – 1:10
17. Ride the Wild – 2:14
18. Glad All Over – 1:38